# Canton de Limoges-La Bastide
Le canton de Limoges-La Bastide est une ancienne division administrative française située dans le département de la Haute-Vienne et la région Nouvelle-Aquitaine. À la suite du redécoupage cantonal de 2014, le canton est fondu dans ceux de Limoges-3 et Limoges-4.

## Représentation
| Période | Période | Identité         | Étiquette | Qualité |
| ------- | ------- | ---------------- | --------- | --- |
| 1973    | 1985    | Claude Lanfranca | PS        | Député (1997-2002), 1er adjoint au maire de Limoges (1990-2008) Elu en 1985 dans le Canton de Limoges-Grand-Treuil |
| 1985    | 2004    | Guy Cuisinier    | PS        | conseiller municipal de Limoges (1977-2001)                                                                        |
| 2004    | 2015    | Gérard Granet    | PS        | Retraité Vice-Président du Conseil général                                                                         |

## Composition
Le canton de Limoges-La Bastide groupe une fraction de communes et compte 10 023 habitants au recensement de 2010.
| Communes | Population (2012) | Code postal | Code Insee |
| -------- | ----------------- | ----------- | ---------- |
| Limoges  | 10 023            | 87280       | 87085      |

## Démographie
| 1962 | 1968 | 1975 | 1982 | 1990 | 1999   | 2006  | 2010   |
| ---- | ---- | ---- | ---- | ---- | ------ | ----- | ------ |
| -    | -    | -    | -    | -    | 10 585 | 9 722 | 10 023 |